# Театр Старой Голубятни
«Театр Старой Голубятни» (Вьё Коломбье́, фр. Théâtre du Vieux-Colombier) — французский театр.
Основан в 1913 году в Париже актёром и режиссёром Жаком Копо.
Театр своим репертуаром отчасти протестовал против засилья пошлости и бездуховности, доминировавших тогда на столичных подмостках. Ставя во главу угла воспитательно-этическое значение театра, Копо стремился создавать спектакли нравственные, философские и поэтические.
Неповторимая студийная атмосфера, огромная творческая ответственность актёров, монументальные произведения драматургии того времени в репертуаре «Старой голубятни» (А. Мюссе, Ф. М. Достоевский, У. Шекспир и другие гранды литературы) обеспечили театру широкое признание у серьёзной публики.
В 1924 из-за материальных трудностей труппа «Вьё Коломбье» была распущена.
С 1933 по 1935 год в здании работали творческие коллективы, руководимые известными деятелями французского театра Ж. и Л. Питоевыми, учеником и последователем Жака Копо — М. Сен-Дени.
В 1960 году театр «Вьё Коломбье» гастролировал в Советском Союзе.
В будущем театральные подмостки «Старой голубятни» постоянно сдавались в аренду под различные постановки. С 1993 года здание стало одним из залов «Комеди Франсез».